# Теменужка Теофилова
Теменужка Теофилова Момчилова е българска спортистка, баскетболистка български политик от БКП.

## Биография
Родена е на 18 април 1936 г. в София. Баща ѝ е бил прокурор и съдия във Върховния съд. Член на ДКМС от 1950, а на БКП от април 1966 г. Средно образование завършва в 23-то средно смесено училище в София. През 1959 г. завършва право в Софийския университет. След това е стажант-съдия в Софийския градски съд. През 50-те и 60-те години е състезател по баскетбол на ЦСКА, СДУ и Академик София. Стига до заместник-председател на БФБаскетбол.
В периода 1960 – 1965 г. ръководи цех „Художници“ в ТПК „Боец“. Там е секретар на Комсомолското дружество. През 1965 г. започва работа към стопанска дирекция „Благоустрояване“ на Софийския градски народен съвет като началник на отдел „Планово-икономически“. Впоследствие става директор по икономическите въпроси. Между 1974 и 1978 г. е секретар на ЦК на Профсъюза на административните учреждения. През 1978 г. става секретар по организационните въпроси на РК на БКП за район „Васил Левски“, а от 1987 г. е първи секретар на Районния комитет. От 5 април 1986 до 1990 г. е кандидат-член на ЦК на БКП и първи заместник-председател на ИК на Столичен народен съвет - първи заместник-кмет на София. Умира на 22 август 2020 г. в София.